# Élection législative partielle de 1964 en Nouvelle-Calédonie et dépendances
Une élection législative partielle se déroule le 7 juin. Dans le territoire de la  Nouvelle-Calédonie et dépendances, un député est à élire dans le cadre d'une circonscription.

## Élus
| Circonscription        | Député sortant    | Parti | Parti | Député élu ou réélu | Parti | Parti |
| ---------------------- | ----------------- | ----- | ----- | ------------------- | ----- | ----- |
| Circonscription unique | Maurice Lenormand |       | UC    | Rock Pidjot         |       | UC    |

## Résultats

### Résultats à l'échelle du territoire
|                | Union pour la nouvelle République (UDT) | 11 578 | 43,65  | 0 |  |  |
|                | Majorité présidentielle                 | 11 578 | 43,65  | 0 |  |  |
|                |                                         |        |        |   |  |  |
|                | Union calédonienne                      | 14 407 | 54,31  | 1 |  |  |
|                | Divers gauche                           | 540    | 2,04   | 0 |  |  |
|                |                                         |        |        |   |  |  |
| Inscrits       | Inscrits                                | 36 156 | 100,00 | 1 |  |  |
| Abstentions    | Abstentions                             | 9 178  | 25,38  |   |  |  |
| Votants        | Votants                                 | 26 978 | 74,62  |   |  |  |
| Blancs et nuls | Blancs et nuls                          | 453    | 1,68   |   |  |  |
| Exprimés       | Exprimés                                | 26 525 | 98,32  |   |  |  |

### Résultats par circonscription
|                                                                                   | Rock Pidjot élu   | UC             | 14 407 | 54,31  |  |  |  |
|                                                                                   | Édouard Pentecost | UNR            | 11 578 | 43,65  |  |  |  |
|                                                                                   | Pierre Jeanson    | Divers gauche  | 540    | 2,04   |  |  |  |
|                                                                                   |                   |                |        |        |  |  |  |
| Inscrits                                                                          | Inscrits          | Inscrits       | 36 156 | 100,00 |  |  |  |
| Abstentions                                                                       | Abstentions       | Abstentions    | 9 178  | 25,38  |  |  |  |
| Votants                                                                           | Votants           | Votants        | 26 978 | 74,62  |  |  |  |
| Blancs et nuls                                                                    | Blancs et nuls    | Blancs et nuls | 453    | 1,68   |  |  |  |
| Exprimés                                                                          | Exprimés          | Exprimés       | 26 525 | 98,32  |  |  |  |
| Source : CEDN, vol. 20, t. 2, coll. « Revue de défense nationale », 1964, 1315 p. |                   |                |        |        |  |  |  |